# Richie Kotzen
 (août 2023).
Si vous disposez d'ouvrages ou d'articles de référence ou si vous connaissez des sites web de qualité traitant du thème abordé ici, merci de compléter l'article en donnant les références utiles à sa vérifiabilité et en les liant à la section « Notes et références ».
Richie Kotzen est un auteur-compositeur-interprète, guitariste et producteur américain né le 3 février 1970 à Reading, en Pennsylvanie.

## Biographie
Dès son jeune âge, Richie Kotzen est intéressé par la musique. Il commence à jouer du piano à l'âge de cinq ans. Il a sept ans quand le groupe KISS lui donne envie d'apprendre la guitare électrique. Pratiquant assidument cet instrument et développant par ailleurs ses talents de chanteur, il commence sa carrière au sein d'un groupe nommé Arthurs Museum. Kotzen finit par être remarqué par Mike Varney de Shrapnel Records, ce qui lui permet de réaliser son premier album solo à l'âge de 19 ans. Il enregistra la vidéo Rock Chops pour REH video en 1989, mettant en avant plusieurs des techniques qu'il maîtrise.
Il a principalement joué pour des groupes aux influences rock voire jazz. Il a entre autres été membre du groupe de hard rock Mr. Big et mène une carrière solo.
En 1993, Richie Kotzen enregistre son seul et unique album avec Poison, Native Tongue, après quoi il est viré pour avoir eu, semble-t-il, une liaison avec la femme de Rockett, le batteur du groupe.
Richie Kotzen a également participé à l'élaboration de deux albums de Greg Howe : Tilt (1995) et Project (1997) ainsi qu'à celle du second album solo de Gene Simmons : Asshole (2004).
En 2012, il crée avec Mike Portnoy (ex-Dream Theater) et Billy Sheehan (ex-Mr Big), un power trio nommé The Winery Dogs.

## Style de jeu à la guitare
Kotzen décrit son style comme étant un mélange de rock, blues, jazz, fusion, et de musique soul. Parmi les albums qu'il a réalisés, il déclare que Vertù est l’œuvre dont il est le plus fier. Son style implique une utilisation assez importante de techniques relativement rapides et complexes comme le legato ou le sweep picking. Il cite comme influence Jimi Hendrix, Stevie Ray Vaughan, Eddie Van Halen, Jason Becker - qui a par ailleurs produit son premier album -, Allan Holdsworth et plusieurs autres guitaristes de jazz/fusion.

## Instruments et équipement
Au début de sa carrière, Richie Kotzen s'était habitué à utiliser des guitares Ibanez accompagnées d'amplificateurs Laney avant de se tourner vers les guitares Fender et les amplificateurs Marshall, pendant les années 1990.
Kotzen a depuis utilisé des guitares électriques Fender pendant la majeure partie de sa carrière, principalement les modèles Stratocaster et Telecaster signés à son nom. Actuellement, il existe deux modèles signés Richie Kotzen, créés par Fender Japan – une Stratocaster (STR-145RK) et une Telecaster (TLR-155RK).
Cornford amps rk100 - Amplificateur a tubes format tête
Tech 21 nyc rk5 - Multi effet
Victory amps rk50 - Amplificateur a tubes format tête ou combo

## Discographie

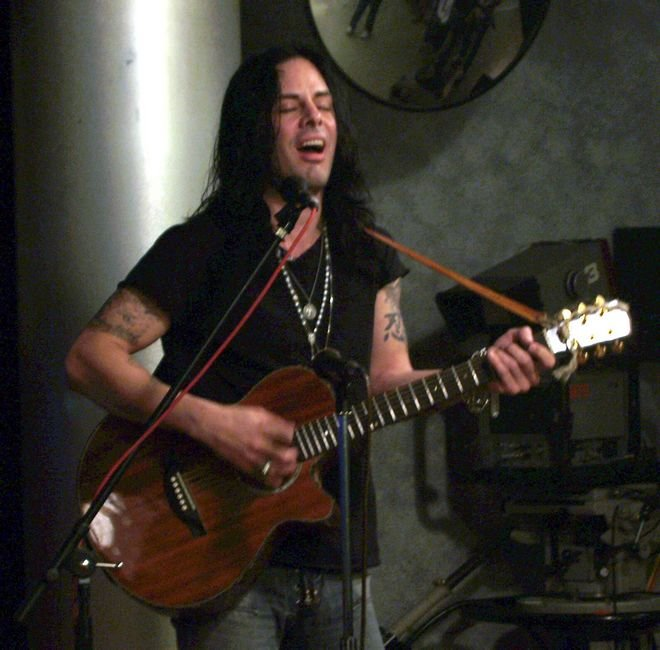
Richie Kotzen à San Diego en novembre 2007.

### Arthurs Museum
- (1988) Gallery Closed

### Album solos
- (1989) Richie Kotzen
- (1990) Fever Dream
- (1991) Electric Joy
- (1994) Mother Head's Family Reunion
- (1995) The Inner Galactic Fusion Experience
- (1996) Wave Of Emotion
- (1996) Times Gonna Tell (EP)
- (1997) Something To Say
- (1998) What Is…
- (1999) Bi-Polar Blues
- (2000) Break It All Down
- (2001) Slow
- (2003) Change
- (2003) Acoustic Cuts
- (2004) Get Up
- (2004) The Best Of Richie Kotzen (Greatest Hits)
- (2005) Ai Senshi Z×R (Pour la série animée Gundam)
- (2006) Instrumental Collection: The Shrapnel Years
- (2006) Into The Black
- (2007) Go Faster/Return Of The Mother Head's Family Reunion
- (2008) Live In São Paulo/Bootlegged In Brazil
- (2009) Peace Sign
- (2010) A Best of Collection
- (2010) A Ballads Collection
- (2011) 24 Hours
- (2015) Cannibals
- (2017) Salting Earth
- (2020) 50 for 50
- (2024) Nomad

### Poison
- (1993) Native Tongue

### Sass Jordan
- (1994) Rats (chœurs)

### Mr. Big
- (1999) Get Over It
- (2000) Deep Cuts
- (2001) Actual Size
- (2002) In Japan
- (2004) Influences & Connections – Vol. 1

### Vertú
- (1999) Vertú (accompagné par Stanley Clarke et Lenny White)

### Forty Deuce
- (2005) Nothing to Lose

### Wilson Hawk
- (2009) The Road

### The Winery Dogs
- (2013) The Winery Dogs avec Billy Sheehan et Mike Portnoy
- (2015) Hot Streak avec Billy Sheehan et Mike Portnoy

### Smith/Kotzen
- (2021) Smith/Kotzen
- (2025) Black Light/White Noise

### Collaborations
- (1995) Tilt (avec Greg Howe)
- (1996) Sticky Wicked (avec TM Stevens)
- (1996) Ground Zero (avec TM Stevens)
- (1996) Only You (avec TM Stevens)
- (1997) Project (avec Greg Howe)
- (1999) Not So Innocent (avec Jesse's Powertrip)
- (2000) Mikazuki in Rock (avec Mikazuki Tekkodan)
- (2000) Submarine (avec Gregg Bissonette)
- (2003) All That I'd Be (avec Steve Saluto)
- (2004) Nowhere To Go (avec Takayoshi Ohmura)
- (2004) Asshole (avec Gene Simmons)
- (2006) Rough Beat (avec Steve Saluto)
- (2006) Avalon  (avec Richie Zito)
- (2006) Erotic Cakes (avec Guthrie Govan)
- (2007) Emotions in Motion (avec Takayoshi Ohmura)
- (2007) Live For Tomorrow (avec Marco Mendoza)
- (2010) Resurrection (avec Steve Saluto)
- (2010) You Can't Save Me – Remix (avec Clarence Jey & Steve Mcleod)

### Hommages et participations diverses
- (1991) Bill & Ted's Bogus Journey: Music from the Motion Picture
- (1992) L.A. Blues Authority – "L.A. Blues Authority"
- (1992) The Guitars That Rule The World – Vol. 1
- (1994) L.A. Blues Authority Volume V: Cream Of The Crop
- (1996) Crossfire: A Salute To Stevie Ray Vaughan
- (1997) Black Night – Deep Purple Tribute According To New York
- (2000) Bat Head Soup: A Tribute to Ozzy
- (2001) Stone Cold Queen: A Tribute to Queen
- (2002) One Way Street: A Tribute To Aerosmith CD
- (2002) An All Star Lineup Performing The Songs Of Pink Floyd
- (2004) Spirit Lives On: The Music Of Jimi Hendrix Revisited Vol. 1
- (2005) Numbers From The Beast – An All Stars Salute To Iron Maiden
- (2010) Siam Shade Tribute

## Vidéographie
- (1989) Rock Chops
- (1993) 7 Days Live (Live de Poison) (ressorti en 2006)
- (1994) Mother Head's Family Reunion DVD
- (1994) Mother Head's family Reunion (Clip vidéo tiré de l'album du même nom)
- (1996) Wave of Emotion (Clip vidéo tiré de Wave of Emotion)
- (1997) Something To Say (Clip vidéo tiré de Something To Say)
- (2001) Don't Wanna Lie (Clip vidéo tiré de Slow)
- (2001) Shine (Clip vidéo tiré d'Actual Size de Mr. Big)
- (2002) Hi-Tech Rock Guitar
- (2005) Live In South America
- (2008) Chase It (Clip vidéo tiré de R.O.T.M.F.R.)
- (2008) Bootlegged in Brazil
- (2009) Everything Good (Clip vidéo tiré de The Road en tant que Wilson Hawk)
- (2009) Paying Dues (Clip vidéo tiré de Peace Sign, filmé chez Kotzen par sa fille)
- (2010) Larger Than Life (Clip vidéo tiré de Peace Sign, filmé chez Kotzen par sa fille)
- (2011) Behind Blue Eyes (Clip vidéo acoustique filmé chez Kotzen par sa fille)
- (2011) 24 Hours (Clip vidéo tiré de 24 Hours, filmé chez Kotzen par sa fille)
- (2015) Live 2015 Entire Show (DVD)
- (2018) The Damned (Official Music Video)